# 臺北煙草工場
25°02′57″N 121°31′04″E / 25.049301°N 121.517711°E

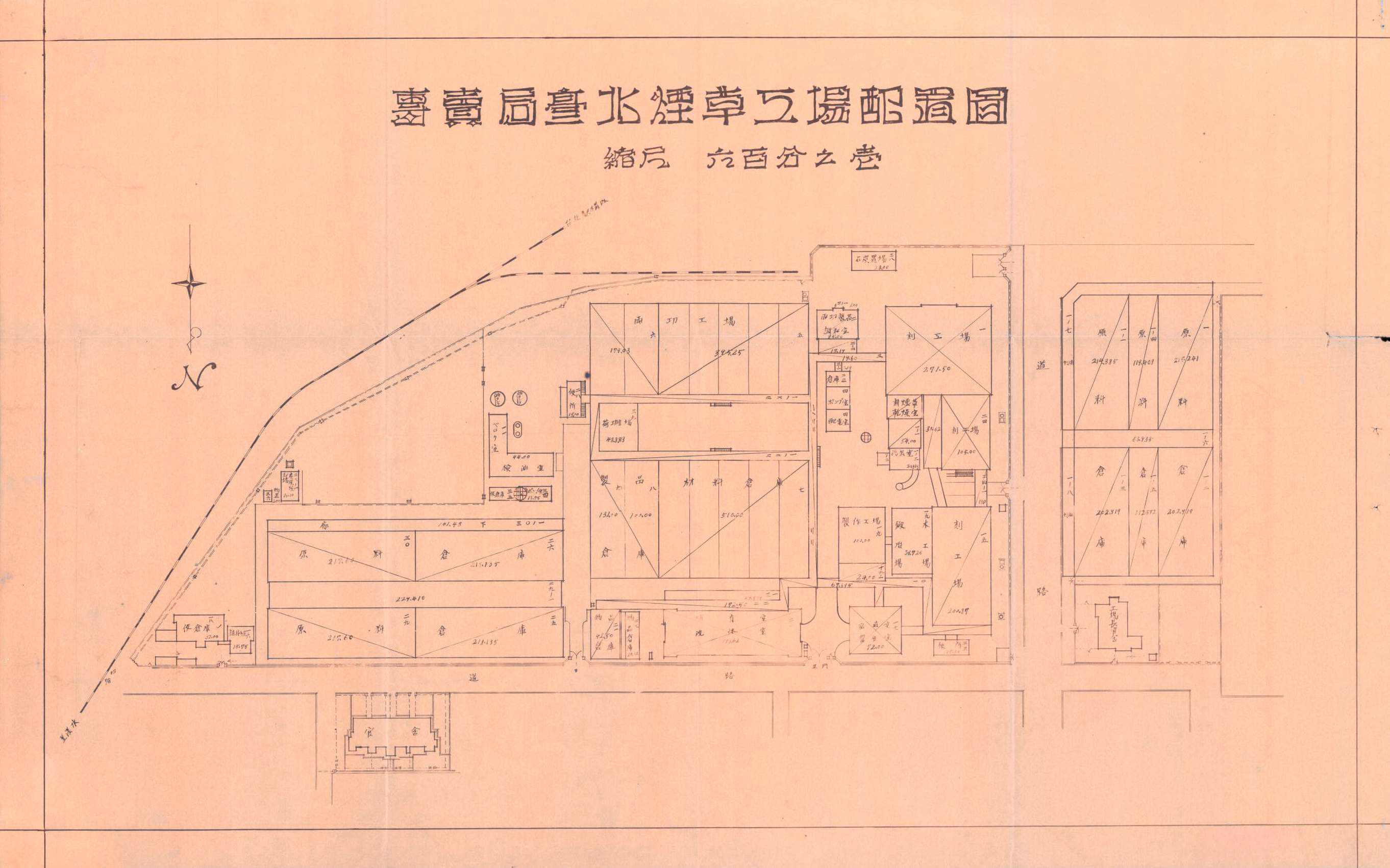
臺北煙草工場配置圖 (北方及正門朝下)

臺北菸草工場是曾經存在臺北車站北側的製菸工廠，設立於臺灣日治時期1922年，隸屬於臺灣總督府專賣局，是當時臺灣的兩處菸草工場之一（另一處為松山菸草工場）。二戰後，作為公賣局臺北菸廠，直到1966年遷至臺北縣新店市，臺北市政府之後於原址設立建成國中，現址是京站時尚廣場，而位在承德路西側的倉庫則是改作臺汽客運臺北北站，此倉庫在2006年被列為臺北市歷史建築「原專賣局臺北後站倉庫」。

## 沿革
臺灣總督府專賣局自1905年4月1日實施「煙草專賣制度」，並委託臺北、臺南兩地的製菸業者製造菸草，而後於1910年5月收購了在臺北廳大稻埕下奎府聚街約3,457坪的土地，同年6月開始興建製菸工廠，包含事務所、刻菸工場、倉庫等設施，並在1911年6月完工，在1912年4月1日正式隸屬於專賣局煙草課，並開始製造「臺灣刻煙草」。1922年4月1日，此工廠改為「臺北煙草工場」，成為獨立的煙草工場，設有工場長，並負責煙草的製造、試驗及保管等事務，地址為臺北市上奎府町四番地1丁目。除了臺灣刻煙草之外，自1915年開始使用花蓮港廳吉野村的美國黃色種煙草，製造「兩切式紙捲煙草」，並在同年6月17日的始政紀念日試賣，由於其廣受好評，因此在1916年開始正式地製造、販售。另外，臺灣的煙草需求也受到第一次世界大戰影響而增加，使臺北煙草工場的事業快速發展，因此於1918年3月，在既有工場的西北側新建磚造兩層樓的「臺灣刻調理工場」，在1920年收購了工場東側的510坪土地以興建倉庫，在1921年增建倉庫、修理工場、職工食堂，使工場設施逐漸完備。之後於1923年，在食堂樓下設置洗面所、洗體室、浴場、讀書室、炊爨室、更衣室，於1929年將工場西側倉庫改建為兩層樓，以增加儲藏能力。臺北煙草工場的產量在最初僅為一年2,500萬根，在1935年已超過了87億4,000萬根。專賣局因此在1935年提出了在臺北市興雅新設煙草工場的計畫（是為松山煙草工場），並於1937年動工，1939年竣工；臺北煙草工場的部分設施則從1939年10月27日開始移轉到松山煙草工場。另外，專賣局自1940年8月9日設立技術工養成所，而臺北煙草工場也是其機械、電氣科的實習場。
二戰後，臺北菸草工場在1945年11月14日由臺灣省專賣局派員接收，改稱「臺灣省專賣局臺北煙草工廠」，在1946年改稱「臺灣省專賣局煙草有限公司臺北煙草工廠」，地址是臺北市華陰街34號；菸草公司在同年6月30日撤銷後，臺北煙草工廠更名為「臺灣省菸酒公賣局臺北菸廠」。在1960年代，為了配合戰時疏遷計畫，在臺北縣新店市設立分廠，在1966年7月開始遷移，同年底遷廠完畢，成為現今的「臺灣菸酒股份有限公司臺北菸廠」。臺北菸廠在遷廠之後，臺北市政府利用部分空置廠房設置建成國中。1975年新校舍落成，直到新校舍在1975年完工後搬離。臺北菸廠西側的倉庫則是自1980年作為臺汽臺北北站，在2001年改為國光客運臺北北站，直到2005年8月中旬停用，保留的倉庫建築在2006年被列為臺北市歷史建築「原專賣局臺北後站倉庫」，並在2012年拆除，將配合同基地新建大樓重組。